# سده ۹ (قمری)
| سده‌ها: | سده ۸ - سده ۹ - سده ۱۰                  |
| دهه‌ها: | ۸۰۰ ۸۱۰ ۸۲۰ ۸۳۰ ۸۴۰ ۸۵۰ ۸۶۰ ۸۷۰ ۸۸۰ ۸۹۰ |

قرن ۹ قمری یا سده نُهُم (قمری) در تقویم هجری قمری به فاصله سالهای ۸۰۱ تا ۹۰۰ قمری گفته می‌شود، که برابر است با سال ۷۷۷ تا ۸۷۴ ه‍.خ و ۱۳۹۸ تا ۱۴۹۵ میلادی